# Michaelerberg-Pruggern
Michaelerberg-Pruggern – gmina w środkowej Austrii, w kraju związkowym Styria, w powiecie Liezen, wchodzi w skład ekspozytury politycznej Gröbming. Liczy 1145 mieszkańców (1 stycznia 2015).